# Anders Wejryd
Anders Harald Wejryd (Falköping, 8 augustus 1948) is een Zweeds geestelijke die van 2006 tot 2014 de primaat was van de Zweedse Kerk, een tot het lutheranisme behorend kerkgenootschap.
Wejryd studeerde theologie aan de universiteit van Uppsala, waar hij in 1972 afstudeerde. Hij werd op 17 december 1972 tot priester gewijd. Vervolgens vervulde hij diverse pastorale functies.
In 1995 werd Wejryd benoemd tot bisschop van Växjö; zijn bisschopswijding vond plaats op 17 december 1995.
Op 30 maart 2006 werd Wejryd gekozen als aartsbisschop van Uppsala, waardoor hij tevens primaat van de Zweedse Kerk werd. Hij was de opvolger van Karl Gustav Hilding Hammar die met emeritaat was gegaan. Wejryd was de eerste primaat die gekozen werd na de scheiding van kerk en staat in Zweden op 1 januari 2000.
Wejryd ging in 2014 met emeritaat.